# Preševo
Preševo (serbisch-kyrillisch Прешево; albanisch indefinit Preshevë, definit Presheva) ist eine Kleinstadt mit etwa 13.500 Einwohnern im äußersten Süden Serbiens nahe der Grenze zu Nordmazedonien und dem Kosovo. Der Verwaltungssitz der Opština Preševo liegt im Flusstal der Südlichen Morava und beherbergt einen Grenzbahnhof. Die meisten Bewohner sind Albaner.

## Geographie
Die Stadt Preševo liegt am Eingang eines kleinen Flusstales, woraus von Westen ein kleiner Nebenfluss der Südlichen Morava entspringt. Die Stadtfläche erstreckt sich in das Preševo-Tal nach Osten. Die bebaute Fläche grenzt im Norden nahtlos an das Siedlungsgebiet von Oraovica/Rahovica und im Süden ebenfalls nahtlos an das bebaute Gebiet von Norča an, die Agglomeration hat also rund 19.000 Einwohner. Im Westen und Osten ist dieses Tal von Bergzügen umgeben. Nord- und südwärts setzt sich die Ebene fort. Die Grenze zu Kosovo bei Mučibaba/Muçibaba ist rund 14 und diejenige zu Mazedonien bei Tabanovce rund 15 Kilometer entfernt.
Es herrscht ein Kontinentalklima. Die Sommer sind trocken und warm, während die Winter kalt und schneereich sind.

## Bevölkerung
Die mehrheitlich albanische Bevölkerung der Region ist von Diskriminierung betroffen, wobei eine Studie des Max-Planck-Instituts zur Erforschung multireligiöser und multiethnischer Gesellschaften gezielte Maßnahmen zur Schaffung einer serbischen Mehrheit dokumentiert. Einige Analysten beschrieben den Zustand als eine Form von Apartheid und einer „ethnischen Säuberung“. In der Vergangenheit kam es in Preševo während albanischen Aufständen zwischen 1999 und 2001 zu einem bewaffnetem Konflikt, welcher sich gegen die serbischen Behörden richtete und scheiterte.

## Geschichte
Mit der Völkerwanderung der Awaren siedelten sich im 6. und 7. Jahrhundert Slawen in der Region an. Die Gründung von Preševo liegt zeitlich danach. Unter den Dejanovići wird Preševo (zusammen mit Bujanovac) 1381 als Dorf erwähnt.

### Neuzeit
Teile der albanischen Bevölkerung von Preševo waren an der Liga von Prizren beteiligt, die sich für eine Autonomie der Albaner innerhalb des Osmanischen Reiches einsetzte. Zwischen 1840 und 1912 flüchteten viele Albaner aus dem Okrug Toplica sowie Surdulica, nordöstlich von Vranje gelegen, ins Preševo-Tal. Einige Ortschaften werden noch heute von ihren Nachfahren bewohnt. Nach den Balkankriegen von 1912/13, wurde Preševo Teil des Königreichs Serbien und ab 1918 Teil des Königreichs der Serben, Kroaten und Slowenen, des späteren Königreichs Jugoslawien. Während des Zweiten Weltkrieges gehörte das Preševo-Tal zu denjenigen Teilen Jugoslawiens, die 1941 bis 1944 von bulgarischen Truppen besetzt und von Bulgarien annektiert waren. Nach dem Zweiten Weltkrieg kam das Gebiet wieder zu Jugoslawien zurück. Preševo lag dabei innerhalb der Sozialistischen Republik Serbien. Nach den Jugoslawienkriegen kam die Stadt 2006 zu Serbien.

#### Albanische Aufstände 2000/2001
Nach Beendigung des Kosovokriegs entstanden in Südserbien und Mazedonien Nachfolgeorganisationen der UÇK, die in mehrheitlich albanisch bewohnten Regionen den bewaffneten Kampf fortsetzten. Im Jahr 2001 kam es vor allem im Nordwesten Mazedoniens zu bürgerkriegsähnlichen Zuständen, als albanische Guerilla-Kämpfer einige Dörfer militärisch besetzten und sich Kämpfe mit Polizei und Armee lieferten. Der Konflikt schwappte auch in das Preševo-Tal. So gerieten Preševo, zusammen mit der benachbarten Stadt Bujanovac und dem etwas nördlicher gelegenen Medveđa, 2000 und 2001 in die Schlagzeilen, als die UÇPMB, eine Organisation militanter, nationalistischer Albaner aus der Region und dem benachbarten Kosovo, in einem bewaffneten Aufstand versuchte, diese drei Gemeinden an das Kosovo anzuschließen. Die UÇPMB formierte sich in einer fünf Kilometer breiten und mehrere Kilometer langen Zone, welche direkt nach dem Kosovokrieg zwischen der Provinz und Zentralserbien eingerichtet wurde, um die KFOR und die serbischen Truppen voneinander fernzuhalten. Als der Konflikt in Preševo, Bujanovac und Medveđa (zusammen oft auch als das Preševo-Tal, alb. Lugina e Preshevës, serb. Preševska dolina) zu eskalieren drohte, genehmigte die NATO der serbischen Armee die Rückkehr in die Sicherheitszone. Die UÇPMB zog sich aus der Zone in den Kosovo zurück, wo sie von der KFOR entwaffnet wurde. Damit konnte der albanische Aufstand gewaltlos aufgelöst werden. Die gesellschaftliche Lage der Albaner in Serbien hat sich seitdem kontinuierlich verbessert. So findet man seit den späten 2000er Jahren vermehrt albanische Polizeibeamte und auch im Verwaltungswesen wird Albanisch neben Serbisch offiziell benutzt.

#### Stelen-Konflikt 2012/13
Ab dem 21. November 2012 verschärfte sich die politische Lage in Preševo abermals, weil die Stadtverwaltung eine Stele zu Ehren der Gefallenen der UÇPMB während des Aufstands im Stadtzentrum errichtete. Der serbische Ministerpräsident Ivica Dačić bezeichnete dies als „unnötige Provokation und das es am besten sei, dass sie (die Stadtverwaltung) sie selbst entfernen“, da „nirgendwo sonst in Europa Stelen für Terroristen aufgestellt seien“. Er forderte die Entfernung der Stele bis zum 17. Januar; daraufhin reagierten verschiedene albanische Politiker und Organisationen mit scharfer Kritik. So verteidigte am 12. Januar die Versammlung der albanischen Räte (Kuvendi i Këshilltarëve Shqiptar) das Recht der Albaner Serbiens auf Symbole, welche die nationale albanische Identität ausdrücken. Und auch vorher kritisierten der Vorsitzende der größten albanischen Partei in Mazedonien, Ali Ahmeti (BDI), und der stellvertretende Ministerpräsident des Kosovo, Hajredin Kuçi (PDK), scharf die Forderung der serbischen Regierung. Der Bürgermeister der Stadt, Ragmi Mustafa, drohte seinerseits, die sofortige Beendigung der Zusammenarbeit mit den serbischen Behörden, falls die Stele entfernt werde. Sie sei für die Identität der Albaner in der Region von großer Bedeutung.
Der serbische Verteidigungsminister Aleksandar Vučić verkündete am 13. Januar, dass bald innerhalb des Gesetzes im Zusammenhang mit der umstrittenen Stele gehandelt werde, und dass niemand gegen die für alle Ethnien gleich geltende Verfassung Serbiens handeln dürfe, und dabei versucht, den Grund in der ethnischen Herkunft zu suchen. Er fügte hinzu, dass Serbien den Frieden wolle, jedoch auf Provokationen reagieren müsse. Am 15. Januar drohten die zwei Abgeordneten des kosovarischen Parlaments, Rexhep Selimi und Nait Hasani, ein ehemaliges Mitglied der UÇK, mit einem bewaffneten Konflikt, falls die Stele entfernt werden sollte. Der ehemalige US-Diplomat und früherer regionaler UN-Vertreter, Gerard Gallucci, erklärte am 15. Januar, dass Serbien nicht auf „Provokationen wie diese reinfallen solle“. Am 16. Januar erklärte der Präsident der Nationalversammlung von Serbien, Nebojša Stefanović, dass dieses Problem kein ethnischer Konflikt sei beziehungsweise keinen ethnischen Hintergrund habe, sondern viel mehr das Problem sei, dass eine Stele für diejenigen in Serbien errichtet werde, die Serben getötet hätten.
Die Stele wurde schließlich durch Dutzende von serbischen Spezialeinheiten der Gendarmerie mit einem Bulldozer um 05:00 Uhr früh am 20. Januar 2013 unbeschadet entfernt. Trotz Drohungen aus verschiedenen albanischen nationalistischen Organisationen gab es keine Zwischenfälle während der Entfernung. Als erste Reaktion darauf, machte der ehemalige Kommandant der UÇPMB, Orhan Rexhepi, die separatistische Aussage, dass dies ein „historischer Tag“ sei, weil „Bujanovac und Preševo ein Teil des Kosovo sein werden“. Preševos Bürgermeister Ragmi Mustafa bestätigte kurz darauf, dass die Albaner eine Vereinigung mit dem Kosovo seit langem wünschen. Der ehemalige Präsident des Nationalrats für die Zusammenarbeit mit dem Haager Tribunal, der amtierende serbische Minister des In- und Außenhandels und der Telekommunikation, sowie amtierender Präsident der Sozialdemokratischen Partei Serbiens (SDP), der Bosniake Rasim Ljajić, reagierte und sagte, dass das Preševo-Tal nicht Teil des Kosovo werden wird bzw. kann, weil die albanischen Vertreter aus Südserbien nicht die Unterstützung der internationalen Gemeinschaft hätten; zudem warnte er vor einer Instrumentalisierung der Situation seitens der Albaner. Die Operation der serbischen Gendarmerie löste in der örtlichen Bevölkerung Entsetzen und Aufruhr aus. Während des Tages versammelten sich an der Stelle der Stele mehrere Hundert Menschen und legten Blumen und Kerzen zur Erinnerung an die Gefallenen der UÇPMB nieder. Der albanische Ministerpräsident Sali Berisha bekundete, dass „die albanische Regierung die internationalen Institutionen aufruft, den albanophoben Sturm aufzuhalten, welcher ständig in der Region auftaucht und dessen Frieden und Stabilität bedroht“, obwohl die USA bereits zuvor verkündete, dass dies eine innere Angelegenheit Serbiens sei, die ihre gewählten Vertreter lösen sollte. Auch die albanischen Nationalisten unter Kreshnik Spahiu (Allianz Rot und Schwarz) erklärten, dass dieser Einsatz von der „provozierenden und rassistischen Politik Slobodan Miloševićs herrührt und welcher in den hohen Führungsorganen Serbiens weiter lebendig ist“.
Am Abend des 20. Januar versammelte sich in Djakovica eine Gruppe von Albanern, die gegen die Entfernung des Stele protestierten. Ein Teil von ihnen versuchte in das serbische Kloster der Heiligen Jungfrau, in dem noch mehrere Nonnen leben, gewaltsam einzudringen. Den Angriff verhinderten starke Verbände der KFOR und Kosovo-Polizei. In der Nacht zum 21. Januar kam es zu weiteren Übergriffen, so wurden in der serbischen Enklave Goraždevac die Denkmäler für die serbischen Opfer des NATO-Bombardements im Jahr 1999, sowie die der serbischen Kinder, die am Fluss Bistrica während des Badens im Jahr 2003 von Albanern erschossen wurden, geschändet bzw. zerstört. Am 21. Januar demonstrierten Tausende Menschen in den Straßen der Innenstadt Preševos, um ihre Entrüstung über die Entfernung der Stele auszudrücken. Serbiens Ministerpräsident Ivica Dačić sagte, es gäbe keinen Grund für irgendeine Art von Protest, da die unerlaubte Stele weder zerstört, noch Gewalt angewendet wurde. Er fügte hinzu, dass er „nicht glaubt, dass in den USA Al-Qaida-Veteranen oder diejenigen, die verschiedene Terroranschläge in London oder Paris durchgeführt haben, entscheiden würden, ob ein Denkmal errichtet werden sollte“.
Der albanische Ministerpräsident Sali Berisha teilte während einer Medienkonferenz in Tirana mit, dass Albanien seine Beziehungen mit Serbien überprüfen werde, falls dies nötig sei. Er erklärte auch, dass der albanische Staat in den internationalen Organisationen alles in seiner Macht stehende tun werde, um den Albanern Serbiens zu helfen. Albin Kurti, Führer der albanischen Organisation Vetëvendosje, sagte hingegen, dass die Hauptverantwortlichen für diese Situation eher die Regierung Hashim Thaçis im Kosovo sei. Als Reaktion auf die Entfernung der Stele in Preševo reagierten Dutzende Albaner unter der Führung von UÇK-Veteranen in Vitia mit der Zerstörung eines Denkmals aus dem Zweiten Weltkrieg, das an den Kampf der Serben erinnert. Dies wurde von der anwesenden Kosovo-Polizei nicht verhindert. Bis zum Abend des 21. Januar wurden im ganzen Kosovo über 140 serbische Grabsteine zerstört sowie eine Kapelle und mehrere Kreuze verbrannt. Daraufhin reagierten Vertreter Serbiens, der USA und der EU, sowie die KFOR, OSZE, und EULEX, und verurteilten die Zerstörung der serbischen Denkmäler und Gräber aufs schärfste. Sie fügten hinzu, dass es für diese Gewalt keine Rechtfertigung gäbe, womit diese Aktionen völlig inakzeptabel seien.

## Verkehr

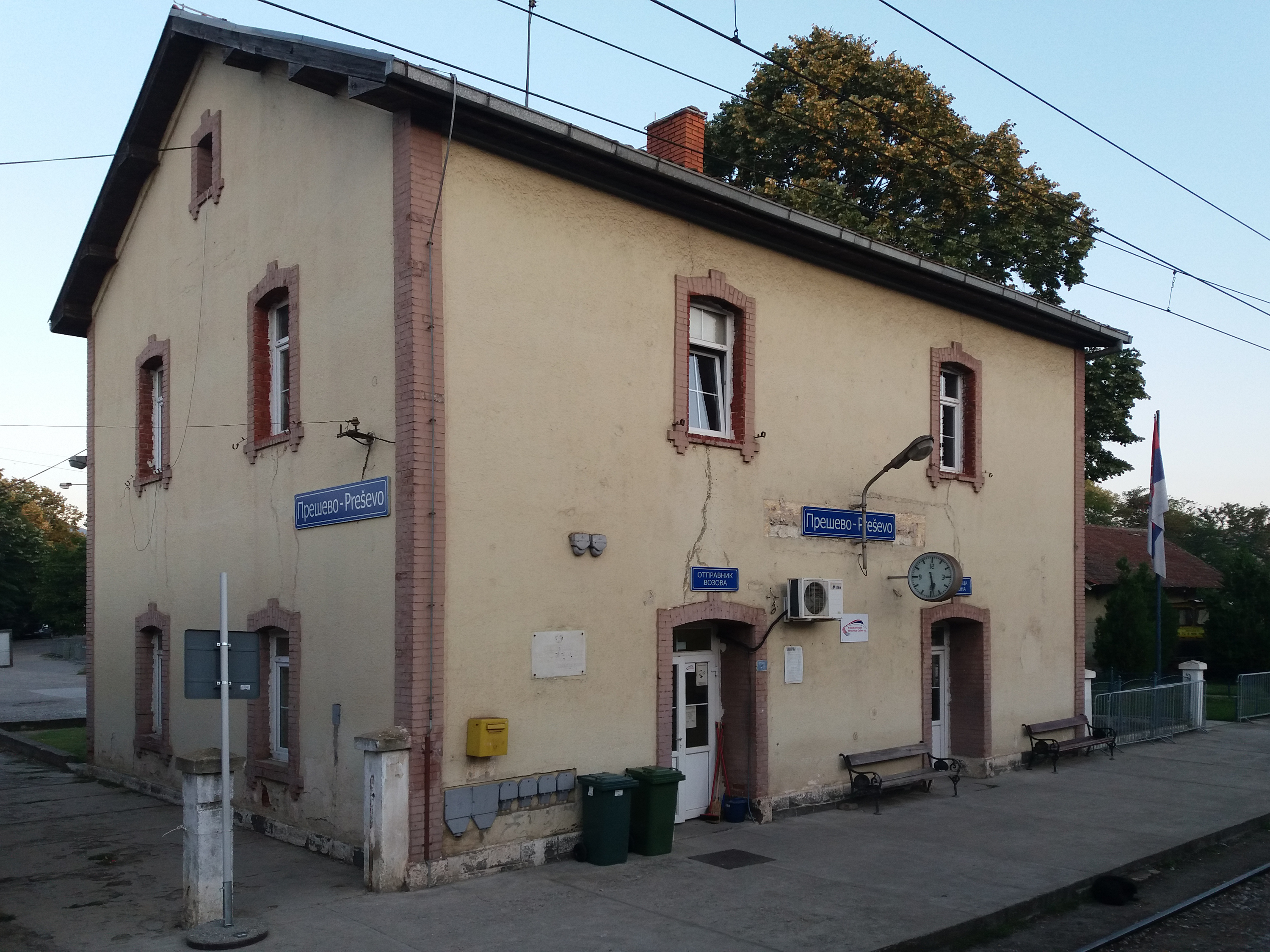
Gebäude des Grenzbahnhofs

Preševo liegt an der Transitstrecke Belgrad–Athen. Wirtschaftlich ist sie vor allem für Serbien, Nordmazedonien, Kosovo und Griechenland von großer Bedeutung. Hier verlaufen Straße und Eisenbahn parallel durch das Tal und folgen dem Lauf des Morava-Nebenflusses. Die Europastraße 75 ist hier als Autobahn A1 gekennzeichnet. Gleichzeitig ist sie der Paneuropäische Verkehrskorridor X. Die Železnice Srbije unterhält in Preševo einen Durchgangsbahnhof, jedoch außerhalb der Stadt im Osten in der Industriezone Tasian. Die erste Eisenbahnlinie von Niš nach Skopje wurde schon im 19. Jahrhundert von den Osmanen erbaut.

## Medien
Für die ethnischen Albaner Serbiens spielt die Stadt eine wichtige Rolle in der Nachrichtenübermittlung. Hier befinden sich die Hauptsitze der Zeitung Presheva Jonë (Unser Preševo), des Radio Televizioni i Preshevës, von Aldi TV und von Radio Presheva.

## Politik
Seit 2012 sind die Albaner Serbiens mit einem Sitz in der serbischen Nationalversammlung vertreten. Die Koalition der Albaner des Preševo-Tals ist eine Wahlgruppierung, der mehrere Parteien angehören.

## Gesundheitswesen
In Preševo existieren einige Arztpraxen. Das nächstgelegene Krankenhaus befindet sich in Vranje.
Obwohl bereits für Ende März 2014 angekündigt, eröffnete eine wieder errichtete Geburtsklinik erst im Sommer 2015. Knappe 26 Jahre lang mussten die Frauen aus der Stadt und Umgebung im etwa 50 Kilometer entfernten Vranje entbinden. Für das Projekt stifteten die Regierungen Albaniens und Kosovos 2014 gemeinsam 100.000 Euro an die Gemeinde Preševo, um die albanische Minderheit in Südserbien gezielt zu unterstützen.

## Persönlichkeiten
- Rexhep Ismajli (* 1947), Linguist, geboren in Preševo
- Riza Halimi (* 1947), Politiker, geboren in Preševo
- Arta Selimi (* 1984), Schauspielerin, geboren in Preševo